# Douglas dos Santos
Douglas dos Santos (Criciúma, 18 de fevereiro de 1982) é um ex-futebolista brasileiro que atuava como meio-campista. Atualmente trabalha como comentarista esportivo dos canais TNT Sports.

## Carreira

### Criciúma
No início de 1997, iniciou a sua carreira nas categorias de base do Criciúma, onde jogou até 2002. No ano seguinte, após muito destaque, Douglas foi promovido ao profissional do clube catarinense. Sua participação em 2002 foi essencial para a conquista da Série B, uma das maiores conquistas do Tigre, sendo um dos principais jogadores da equipe. Com o título, jogou durante dois anos seguidos a primeira divisão do futebol brasileiro como jogador chave, destacando-se por sua liderança dentro de campo, belas finalizações a gol, entre elas, um destaque especial para as cobranças de falta, além também de passes precisos, chamando a atenção de vários times do Brasil e do exterior.
O ano de 2005 foi considerado o melhor de Douglas pelo Criciúma. Após o rebaixamento de sua equipe para a Série B do Campeonato Brasileiro, o meia ajudou sua equipe a conquistar o Campeonato Catarinense pela primeira vez em sua carreira. Foi considerado por especialistas, comentaristas, jornalistas do estado e pelo público como o melhor jogador do torneio naquele ano. No entanto, o gás no início do ano não foi o suficiente para o restante; o Criciúma caiu de produção ao longo do ano e despencou cada vez mais, sendo rebaixado para a Série C. Com o péssimo resultado, foi observado por times europeus durante um certo tempo, e semanas depois após rumores de sua saída, acabou sendo emprestado ao Rizespor, da Turquia, em agosto.
Depois de um desempenho irregular na Europa, acabou retornando em 2006 para disputar a Série C, competição na qual deu a volta por cima e acabou conquistando. Em entrevista a um podcast em 2021, Douglas contou que "salvou" um colega de equipe do exame antidoping ao urinar num potinho no lugar do companheiro.
No começo do ano de 2007, foi negociado com o São Caetano. Sempre que a história do clube é contada, Douglas é sempre lembrado carinhosamente pelo torcedor do Criciúma. Desde que a equipe conquistou seu maior título de expressão, a Copa do Brasil de 1991, o meia é considerado um dos maiores jogadores da história do clube.

### Rizespor
Após dias de negociação, o vice-presidente de futebol do Criciúma, Gustavo Gazolla confirmou a transferência do jogador para o Rizespor. Douglas desembarcou na Turquia no dia 18 de agosto de 2005 para seu primeiro grande desafio na carreira. A negociação tratava-se de um empréstimo de 10 meses; o clube pagou 200 mil dólares ao Criciúma, dinheiro que os catarinenses teriam direito a 50%, o restante seria para seus investidores e empresários. O Rizespor tinha a opção de compra de Douglas, que custaria 500 mil dólares ao fim do período de empréstimo. Seu salário era de 10 mil dólares mensais, além de 50 mil em luvas. Chegou a equipe com a difícil missão de retirar o Rizespor da última colocação do Campeonato Turco, e sua estreia ocorreu somente duas semanas mais tarde, contra o Fenerbahçe, jogo na qual sua equipe acabou derrotada. Ao longo de seu contrato, Douglas participou de várias partidas importantes frente ao time como armador principal, em um total de 13 partidas, o maestro do time marcou dois gols. Ao fim de seu contrato no exterior, Douglas acabou não querendo renovar seu contrato por falta de adaptação. Mesmo assim, foi grato ao clube por ter adquirido experiência.

### São Caetano
Em 2007, após muito destaque no Criciúma, Douglas foi contratado pelo São Caetano. Logo em seus primeiros jogos do Campeonato Paulista, já usava a camisa 10, era o principal criador de jogadas da equipe, sendo chamado carinhosamente pelo torcedores do São Caetano de maestro. Ao lado do atacante Somália, a dupla colocou sua equipe em terceiro lugar na primeira fase do estadual, desbancando grandes equipes do futebol brasileiro como Palmeiras e Corinthians. Nas semifinais do torneio, enfrentou o São Paulo, então campeão brasileiro da primeira divisão. Após um empate em 1 a 1 em casa, Douglas e o São Caetano surpreenderam no Morumbi e fizeram 4 a 1 no tricolor paulista, apresentando um futebol espetacular e carimbaram seu passaporte para a final do Campeonato Paulista contra o Santos. No jogo de ida no Anacleto Campanella em São Caetano do Sul, vitória do Azulão por 2 a 0. Porém, no jogo de volta, o Santos venceu pelo mesmo placar do jogo de ida, mas por obter uma melhor posição na primeira fase, sagrou-se campeão paulista. Mesmo assim, Douglas foi lembrado por muitos especialistas e ganhou destaque nas premiações individuais da competição. Na Série B, Douglas foi o principal nome do time durante todo o torneio. O São Caetano porém, terminou em décimo lugar, com 13 vitórias, 14 empates e 11 derrotas. Até hoje, é lembrado por muitos torcedores do São Caetano como um dos principais ídolos da história do clube.

### Corinthians
No início de 2008 continuou a apresentar bom futebol, contribuindo com quatro gols em 19 jogos. Sendo assim, foi contratado pelo Corinthians no final do Campeonato Paulista. O meia chegou com a missão de suprir a carência de criatividade no meio-campo e assumir a camisa 10, que até então pertencia ao centroavante Alberto Acosta, além de levar o clube o paulista para a primeira divisão do futebol brasileiro, sendo um dos reforços mais caros para a disputa daquela temporada. Douglas assumiu a titularidade da equipe na estreia do Corinthians na Série B, no dia 10 de maio, contra o CRB. Com a sua criação de jogadas, belos passes e gols, conquistou cedo a torcida corintiana e foi um dos principais destaques do clube na conquista da Série B do Campeonato Brasileiro, em 8 de novembro, um mês antes do término da competição. No mesmo ano, foi vice campeão da Copa do Brasil. Após passar por Barras, Fortaleza, Goiás, São Caetano (seu ex clube) e Botafogo em uma emocionante disputa por pênaltis, o Timão foi derrotado na final para o Sport. Em 4 de junho, venceu o jogo de ida por 3 a 1, porém, acabou perdendo o jogo de volta por 2 a 0, dando o título para a equipe pernambucana. No final desse ano, recebeu o prêmio de melhor jogador da Série B pela CBF.
O ano de 2009 foi considerado por muitos comentaristas, especialistas em futebol e torcedores corintianos como a melhor temporada de Douglas no Corinthians. Com o anúncio de que Ronaldo seria seu novo companheiro, a responsabilidade de Douglas aumentou. Com uma campanha de treze vitórias, seis empates e nenhuma derrota, levou o Timão para a melhor colocação do Campeonato Paulista em pontos corridos. Nas semifinais contra o São Paulo, ajudou seu time a vencer o primeiro jogo por 2 a 1 no Estádio do Pacaembu. Uma semana mais tarde, venceram os tricolores paulistas por 2 a 0 com direito a um belo gol de Douglas, o gol que carimbava o passaporte para a final do estadual. Na final contra o Santos, foi fundamental na vitória por 3 a 1 na Vila Belmiro, jogo que tinha participação de Neymar em campo e Pelé acompanhando o jogo nas arquibancadas. No jogo de volta, empate em 1 a 1 que garantiu o título do Timão. Douglas disputou um total de 16 jogos e marcou dois gols. Outro título de expressão conquistado por Douglas no Corinthians foi a Copa do Brasil. A trajetória até o título fez o time passar por Itumbiara, Misto, Atlético Paranaense, Fluminense e Vasco da Gama. Na final contra o Internacional, vitória por 2 a 0 em São Paulo e empate em 2 a 2 no Rio Grande do Sul, o que garantiu a vaga do time paulista na Copa Libertadores da América do ano seguinte. Após a conquista, jogou nove jogos do Campeonato Brasileiro, marcando apenas um gol. Em agosto, já manifestavam-se rumores de que clubes da Europa e da Ásia estariam interessado no futebol de Douglas; no final desse mês, acertou-se com o Al-Wasl, dos Emirados Árabes. Em sua despedida, afirmou que a proposta foi muito interessante e que sairia agradecido e satisfeito pelo trabalho que realizou no Corinthians.
| “         | Vou completamente realizado pelo que fiz pelo clube e pelo que o clube fez por mim. Acho que correspondi às expectativas que foram depositadas em mim. | ” |
| — Douglas | |   |

### Al-Wasl
No final de julho de 2009, após o título da Copa do Brasil de 2009, o Corinthians liberou o atleta para fazer exames no Al-Wasl, dos Emirados Árabes. Foi apresentado no dia 1 de agosto, assinando um contrato de quatro anos com o clube árabe. A transação do meia girou em torno de 11 milhões de reais, dinheiro que foi dividido entre o Corinthians e o São Caetano.
Por lá, acabou não se adaptando, ficando apenas seis meses. Destacou-se em alguns jogos, disputou o Campeonato Emiradense e a Copa da Liga. Em 25 partidas pelo Al-Wasl, o meia marcou sete gols. Em janeiro de 2010, demonstrou interesse em voltar ao futebol do Brasil. Com a manifestação, equipes como Grêmio, Flamengo e Palmeiras queriam o craque, mas acabou escolhendo o tricolor gaúcho por conta de ser a única equipe disposta a comprá-lo, já que cariocas e paulistas o queriam por empréstimo.

### Grêmio

#### 2010
No dia 21 de janeiro, o Al-Wasl liberou o atleta para um acerto com o Grêmio. O jogador custou caro aos cofres do time gaúcho, mas o presidente Duda Kroeff falou que a compra de 100% dos direitos federativos foi possível devido a um parcelamento bem planejado e que não afetasse negativamente o clube. A imprensa informou que o valor da compra girou em torno de 3,5 milhões de dólares, a maior do Grêmio na temporada. Douglas chegou em Porto Alegre no dia 26 de janeiro.
| “ | Desde que joguei no Criciúma tenho vontade de defender o Grêmio, é um sonho que se realiza. | ” |

O meia estreou no dia dia 7 de fevereiro, com vitória contra o Universidade Sport Club, no Complexo Esportivo da Ulbra, em Canoas. Participou da campanha gremista na conquista da Taça Fernando Carvalho após uma vitória de 1 a 0 sobre o Novo Hamburgo no Estádio Olímpico. Ainda apresentando partidas medianas no Grêmio, e sem destaque, acabou provando que sua contratação valeria a pena no dia 29 de abril, em partida válida pelas quartas de finais da Copa do Brasil contra o Fluminense, no Maracanã. Douglas marcou dois dos três gols da vitória gremista sobre os cariocas campeões brasileiros meses depois. Com os gols, Douglas desencantou, pois aquele seria o primeiro gol dele com a camisa do Grêmio. Um mês mais tarde, se sagrou campeão do Campeonato Gaúcho, após uma vitória de 2 a 0 sobre o Internacional fora de casa com gols do zagueiro Rodrigo e do atacante Borges. Em seguida, perdeu o jogo de volta por 1 a 0 no Olímpico, mas com a combinação de resultados, o Grêmio acabou sendo campeão.
Por ser o jogador chave da equipe do Grêmio, Douglas foi um dos únicos titulares da equipe a começar em jogos do Campeonato Brasileiro e da Copa do Brasil. No dia 13 de maio, Douglas participou de um dos mais emocionantes jogos do time do Grêmio, considerados por muitos como o o melhor do ano. Em uma partida válida pelas semifinais da Copa do Brasil, contra o Santos de Neymar e Robinho, o Grêmio saiu perdendo logo nos primeiros minutos de jogo com gols de André. Em seguida, Douglas fez jogadas espetaculares que resultaram em gols de Jonas e Borges (marcaram 2 gols, cada um), resultado final de 4 a 3 para o tricolor gaúcho. No jogo de volta, derrota por 3 a 1 e eliminação.
O meia chegou a publicar um vídeo onde afirmava que teria saudades do Corinthians. Após a derrota para o Fluminense por 2 a 1 em casa, seu treinador, Silas acabou sendo demitido. Dias depois, com a chegada de Renato Gaúcho em agosto, Douglas voltou a demonstrar um bom futebol, marcando inclusive um belo gol contra o Corinthians no Estádio do Pacaembu. Durante o restante do campeonato, Douglas foi um dos protagonistas que levou o Grêmio de candidato a rebaixamento no primeiro turno para equipe com melhor desempenho no segundo turno e quarto colocado em geral no Campeonato Brasileiro. Douglas marcou seis gols em 36 jogos.

#### 2011
Logo em janeiro sua equipe entrou com um sentimento de frustração nas competições devido a falha na negociação com o craque Ronaldinho Gaúcho, que preferiu ir para o Flamengo. Isso não desanimou Douglas, que foi fundamental na conquista do Grêmio no primeiro turno do Campeonato Gaúcho, após uma vitória heroica nos pênaltis sobre o Caxias. Mesmo com passes precisos e jogadas que deixavam seus companheiros na área, Douglas se destacou por ser um dos artilheiros do time na competição. Em fevereiro e março, disputou a primeira fase da Copa Libertadores contra o Liverpool, marcando um dos gols do time no jogo de ida no empate de 2 a 2. No jogo de volta, vitória de 3 a 1 com dois gols de Vinícius Pacheco. No segundo turno do Campeonato Gaúcho, o Grêmio foi derrotado pelo Internacional. O desempenho de sua equipe na Libertadores também não era dos melhores, depois de se classificar como segundo colocado na fase de grupos, perdeu logo de cara nas oitavas de final para a Universidad Católica, do Chile. Douglas terminou a campanha da competição continental com quatro gols em seis partidas. Na final do Campeonato Gaúcho, venceu o jogo de ida por 3 a 2 no Estádio Beira Rio, abrindo assim, a vantagem no jogo de volta, mas acabou sendo derrotado por 3 a 2 no tempo normal e 5 a 4 nas cobranças de pênaltis.
No dia 30 de outubro, Douglas participou de um dos confrontos mais esperados do ano e que marcou a história do Grêmio, o reencontro de Ronaldinho Gaúcho com o clube que o projetou. Um dia antes do jogo, alguns torcedores pediram aos jogadores gremistas que batessem em Ronaldinho, mas o pedido acabou sendo ignorado, com Douglas negando de prontidão. Após sair perdendo por 2 a 0 com gols de Thiago Neves e Deivid, o Grêmio virou a partida com dois do atacante André Lima, um do argentino Ezequiel Miralles e um de Douglas. Em dezembro, no entanto, o jogador não aceitou a renovação proposta pelo Grêmio.

### Retorno ao Corinthians

#### 2012
Douglas acertou sua volta ao Corinthians no dia 2 de fevereiro, assinando um contrato de três temporadas. O meia reestreou pela equipe em um clássico Majestoso. Sua primeira grande atuação foi contra o Flamengo, pela 10ª rodada do Campeonato Brasileiro, onde marcou dois gols no primeiro tempo da partida; o Corinthians venceu o jogo por 3–0. Foi seu retorno como titular do time ao assumir a vaga de Alex, que havia se transferido para o Al-Gharafa, do Catar.
Naquele ano, Douglas revezou posição com Danilo e ajudou o Corinthians a ser campeão da Libertadores, marcando gols e dando assistências. No final da temporada veio o título mais importante de sua carreira: o Mundial de Clubes da FIFA, realizado no Japão. Foi dos pés do meia que saiu o cruzamento para o gol de Paolo Guerrero na vitória por 1–0 contra o Al-Ahly, na semifinal. Douglas não atuou na final contra o Chelsea, mas viu o Corinthians vencer mais uma vez e faturar a competição.

#### 2013
Na temporada seguinte, sem muitos destaques, mas com alguns bons momentos, o jogador esteve presente nos títulos do Campeonato Paulista em cima do Santos de Neymar, e também da Recopa em cima do rival São Paulo.

### Vasco da Gama
Em fevereiro de 2014, Douglas acertou sua ida por empréstimo para o Vasco até o fim da temporada. O atleta foi peça importante na campanha do acesso para a Série A de 2015, sendo eleito o melhor meio-campo da competição. Foi também o artilheiro do time no ano de 2014, com 14 gols marcados, e o jogador que mais atuou na temporada.

### Retorno ao Grêmio
No dia 17 de dezembro de 2014, o Grêmio anunciou o retorno do meia. A contratação não teve custos e Douglas assinou contrato até dezembro de 2015. Especialista na bola parada, o jogador marcou o primeiro gol olímpico da história da Arena do Grêmio no dia 7 de março de 2015. Na ocasião, o meia fez o primeiro dos três gols gremistas que garantiram uma vitória por 3 a 1 sobre o Caxias, pelo Campeonato Gaúcho. Já no dia 15 de abril, foi o autor do 100º gol da Arena do Grêmio, ao marcar o primeiro tento da vitória por 2 a 0 sobre o Campinense, pela Copa do Brasil. Destacou-se no jogo contra o CRB, no dia 13 de maio, no Estádio Rei Pelé, em Maceió, pela segunda fase da mesma competição. Douglas deu as três assistências para os gols da vitória por 3 a 1, que classificou o time gaúcho para a terceira fase sem necessidade do jogo de volta. No dia 9 de agosto esteve em campo na goleada histórica por 5 a 0 contra o Internacional, pelo Campeonato Brasileiro. Na ocasião, desperdiçou um pênalti aos 11 minutos do primeiro tempo, quando o placar ainda estava empatado em 0 a 0. Encerou o campeonato como um dos principais destaques da campanha do Grêmio, que foi o terceiro colocado, conseguindo vaga para a Copa Libertadores da América.
No ano de 2016, Douglas foi campeão da Copa do Brasil e eleito o melhor jogador do campeonato, levantando assim o primeiro titulo na Arena do Grêmio e marcando seu nome na história do clube.

### Avaí
Depois de perder a titularidade e conviver com lesões no Grêmio, foi anunciado pelo Avaí no dia 21 de fevereiro de 2019. Deixou a equipe catarinense no dia 9 de dezembro, após o rebaixamento no Campeonato Brasileiro. O meia disputou apenas 13 jogos e não balançou as redes.

### Brasiliense
Foi anunciado pelo Brasiliense no dia 11 de março de 2020, onde chegou como principal reforço para a disputa da Série D.

### Aposentadoria
No dia 27 de outubro de 2020, aos 38 anos, anunciou a aposentadoria em uma postagem no Instagram.

## Seleção Brasileira
No dia 29 de outubro de 2010, após se destacar com o Grêmio no Campeonato Brasileiro, foi convocado pelo técnico Mano Menezes para defender a Seleção Brasileira. Douglas começou a partida no banco de reservas, um amistoso contra a Argentina no dia 17 de novembro, realizado na cidade de Doha, no Catar. Ele entrou durante o segundo tempo, e após perder uma bola aos 46 minutos que resultou no gol de Lionel Messi, não foi mais convocado.

## Estatísticas

### Clubes
Atualizadas até 17 de abril de 2014
| Clube             | Temporada         | Campeonato nacional[a] | Campeonato nacional[a] | Copa nacional[b] | Copa nacional[b] | Competições continentais[c] | Competições continentais[c] | Outros torneios[d] | Outros torneios[d] | Total | Total |
| Clube             | Temporada         | Jogos                  | Gols                   | Jogos            | Gols             | Jogos                       | Gols                        | Jogos              | Gols               | Jogos | Gols  |
| ----------------- | ----------------- | ---------------------- | ---------------------- | ---------------- | ---------------- | --------------------------- | --------------------------- | ------------------ | ------------------ | ----- | ----- |
| Corinthians       | 2008              | 33                     | 9                      | 0                | 0                | —                           | —                           | 2                  | 0                  | 35    | 9     |
| Corinthians       | 2009              | 9                      | 1                      | 10               | 0                | —                           | —                           | 17                 | 2                  | 36    | 3     |
| Corinthians       | 2012              | 35                     | 6                      | —                | —                | 5                           | 1                           | 13                 | 0                  | 53    | 7     |
| Corinthians       | 2013              | 31                     | 1                      | 3                | 0                | 6                           | 0                           | 11                 | 1                  | 51    | 2     |
| Corinthians       | 2014              | 0                      | 0                      | 0                | 0                | 0                           | 0                           | 3                  | 0                  | 3     | 0     |
| Corinthians       | Total             | 108                    | 17                     | 13               | 0                | 11                          | 1                           | 46                 | 3                  | 178   | 21    |
| Vasco da Gama     | 2014              | 0                      | 0                      | 1                | 1                | 0                           | 0                           | 12                 | 2                  | 13    | 3     |
| Vasco da Gama     | Total             | 0                      | 0                      | 1                | 1                | 0                           | 0                           | 12                 | 2                  | 13    | 3     |
| Grêmio            | 2015              | 0                      | 0                      | 2                | 1                | 0                           | 0                           | 0                  | 0                  | 2     | 1     |
| Grêmio            | Total             | 0                      | 0                      | 2                | 1                | 0                           | 0                           | 0                  | 0                  | 2     | 1     |
| Total na carreira | Total na carreira | 108                    | 17                     | 16               | 2                | 11                          | 1                           | 58                 | 5                  | 193   | 25    |

- a. ^  Estão incluídos jogos e gols do Campeonato Brasileiro (Séries A e B)
- b. ^  Estão incluídos jogos e gols da Copa do Brasil
- c. ^  Estão incluídos jogos e gols da Copa Libertadores e Recopa Sul-Americana
- d. ^  Estão incluídos jogos e gols pelo Campeonato Paulista, Campeonato Carioca, Copa do Mundo de Clubes da FIFA e amistosos

### Seleção Brasileira
Abaixo estão listados todos e jogos e gols do futebolista pela Seleção Brasileira. Abaixo da tabela, clique em expandir para ver a lista detalhada dos jogos de acordo com a categoria selecionada.
| Ano   |       |      |
| Ano   | Jogos | Gols |
| ----- | ----- | ---- |
| 2010  | 1     | 0    |
| Total | 1     | 0    |

|    | Data                   | Local       | Resultado | Adversário | Gols | Competição |
| -- | ---------------------- | ----------- | --------- | ---------- | ---- | ---------- |
| 1. | 17 de novembro de 2010 | Doha, Catar | 0-1       | Argentina  | 0    | Amistoso   |

## Títulos
Criciúma
- Campeonato Brasileiro - Série B: 2002
- Campeonato Brasileiro - Série C: 2006
- Campeonato Catarinense: 2005

Corinthians
- Campeonato Brasileiro - Série B: 2008
- Campeonato Paulista: 2009 e 2013
- Copa do Brasil: 2009
- Copa Libertadores da América: 2012
- Mundial de Clubes da FIFA: 2012
- Recopa Sul-Americana: 2013

Grêmio
- Campeonato Gaúcho: 2010 e 2018
- Taça Fronteira da Paz: 2010
- Taça Piratini: 2011
- Copa do Brasil: 2016
- Copa Libertadores da América: 2017
- Recopa Sul-Americana: 2018

Avaí
- Campeonato Catarinense: 2019

### Prêmios individuais
- Melhor jogador do Campeonato Catarinense: 2005
- Melhor meia do Campeonato Catarinense: 2005
- Melhor jogador da Série B: 2008 e 2014
- Melhor meia da Série B: 2008 e 2014
- Seleção do Campeonato Gaúcho: 2010 e 2011
- Melhor meia do Campeonato Carioca: 2014
- Melhor jogador da Copa do Brasil: 2016[35]

### Artilharias
- Artilheiro do Vasco em 2014: 14 gols[43]

## Carreira política
Nas eleições estaduais de 2022 concorreu pelo União Brasil ao cargo de deputado federal à uma cadeira na Câmara dos Deputados para a 57.ª legislatura (2023 — 2027), conseguindo 35 538 votos, ficando como suplente.

### Desempenho eleitoral
| Ano  | Eleição                       | Cargo            | Partido      | Nº   | Suplentes | Votos  | Resultado | Ref    |
| ---- | ----------------------------- | ---------------- | ------------ | ---- | --------- | ------ | --------- | ------ |
| 2022 | Estadual do Rio Grande do Sul | Deputado Federal | União Brasil | 4410 | -         | 35.538 | Suplente  | [ 45 ] |